# Biblioteca del Congreso de Estados Unidos
La Biblioteca del Congreso de los Estados Unidos (en inglés: United States Library of Congress), situada en Washington D. C. y distribuida en tres edificios (el Thomas Jefferson Building, el John Adams Building y el James Madison Building), es una de las mayores bibliotecas del mundo, con más de 158 millones de documentos.
La colección de la Biblioteca del Congreso incluye más de 36,8 millones de libros en 470 idiomas, más de 68 millones de manuscritos y la colección más grande de libros raros y valiosos, incluyendo una de las únicas cuatro copias en perfecto estado de la Biblia de Gutenberg, y el borrador de la Declaración de Independencia. Además, guarda más de un millón de publicaciones del gobierno de Estados Unidos, un millón de números de periódicos de diferentes partes del mundo, de los últimos tres siglos, 500 000 rollos de microfilm, 6000 títulos de cómics, la colección más grande de documentos legales, películas, cerca de 5 millones de mapas, partituras, 2,7 millones de grabaciones sonoras, canciones y más de 13,7 millones de grabados y copias fotográficas. El documento más antiguo es una tablilla de piedra del año 2040 a. C. También alberga obras de arte, dibujos arquitectónicos, y valiosos instrumentos como el Stradivarius Betts y el Stradivarius Cassavetti.
La Biblioteca del Congreso fue construida por el Congreso en 1800, y permaneció en el Capitolio de Estados Unidos durante la mayor parte del siglo XIX. Después de que la mayoría de la colección original había sido destruida durante la guerra anglo-estadounidense de 1812, Thomas Jefferson vendió 6.487 libros, su colección personal entera, a la biblioteca en 1815. Después de un período de disminución durante el siglo XIX, la Biblioteca del Congreso comenzó a crecer rápidamente tanto en tamaño e importancia después de la guerra civil estadounidense, culminando en la construcción de un edificio separado y la transferencia de todas las explotaciones para depósitos de derechos de autor a la Biblioteca. Durante la expansión rápida del siglo XX, la Biblioteca del Congreso asumió una función pública por excelencia, convirtiéndose en una "biblioteca de último recurso" y ampliando su misión para el beneficio de los estudiosos y del pueblo estadounidense.
La Biblioteca del Congreso es, en la práctica, la biblioteca nacional de Estados Unidos, promoviendo lectura y acogida de la literatura estadounidense a través de diversos proyectos como el American Folklife Center, American Memory, el Center for the Book, y el United States Poet Laureate. Es también el sitio oficial de investigación para el Congreso de los Estados Unidos, con la misión primaria de realizar investigaciones hechas por los miembros del Congreso a través del Congressional Research Service. El jefe de la Biblioteca es el Bibliotecario del Congreso (Librarian of Congress en inglés), actualmente James H. Billington. La Biblioteca está organizada en veintinueve salas de lectura, una de las cuales es la Sala Hispánica de Lectura, creada en 1939 y llamada así en honor a la influyente Sociedad Hispánica de América.

## Historia

### Orígenes y la contribución de Jefferson (1800-1851)
La Biblioteca del Congreso fue fundada el 24 de abril de 1800, cuando el presidente John Adams firmó un Acto del Congreso que aprovisionó para el traslado de la capital desde Filadelfia a la nueva ciudad de Washington. En esas leyes se estableció un fondo de 5000 $ para la compra de libros necesarios para las funciones del Congreso. La colección, comprada en Londres, consistió en 740 libros y 3 mapas, y se depositó en el nuevo edificio del Capitolio. La colección cubrió una variedad de temas, pero la mayor parte de los materiales eran de naturaleza legal, lo que refleja el papel del Congreso como un fabricante de leyes.

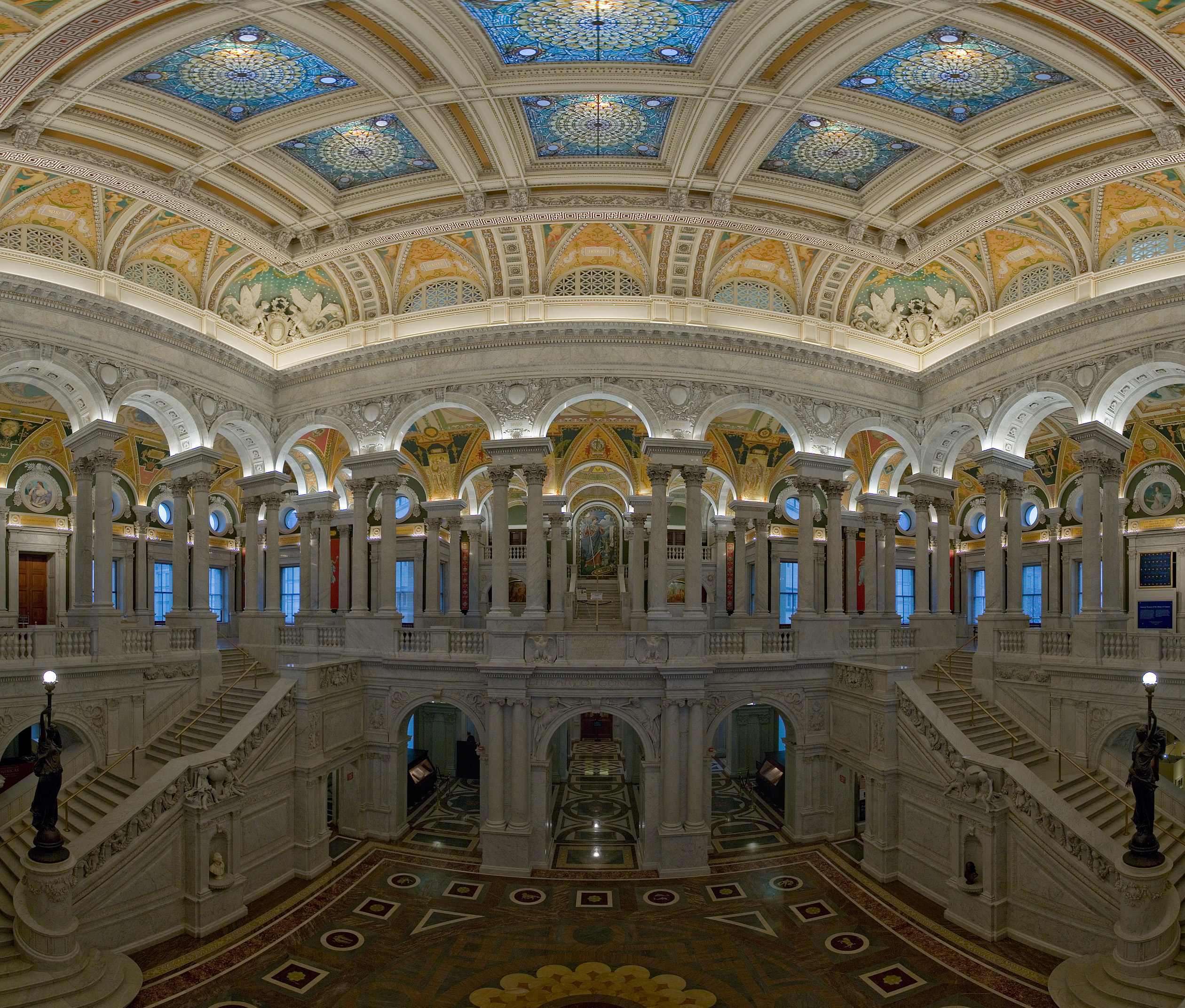
Gran Vestíbulo interior en el Thomas Jefferson Building.

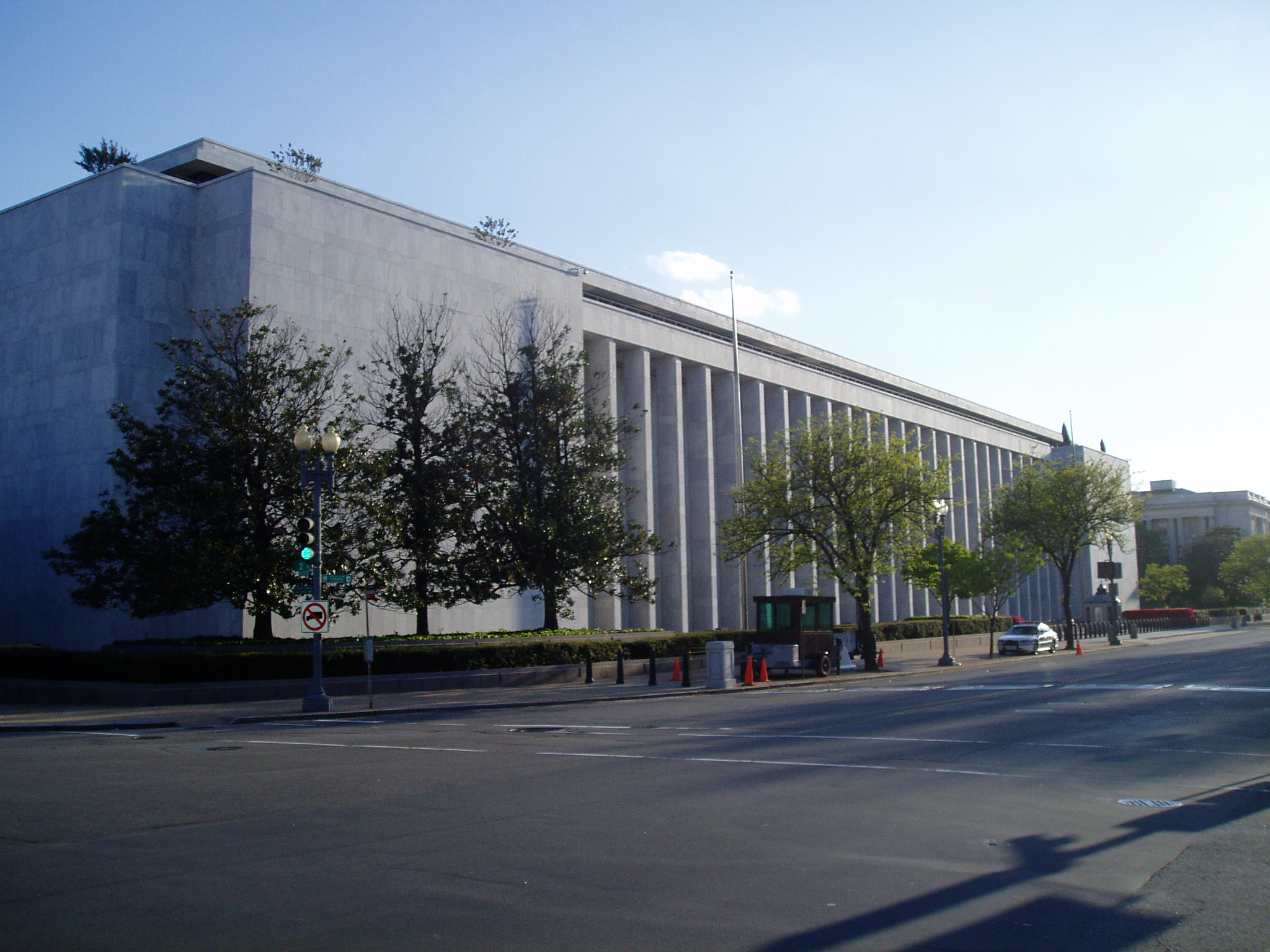
Edificio James Madison.

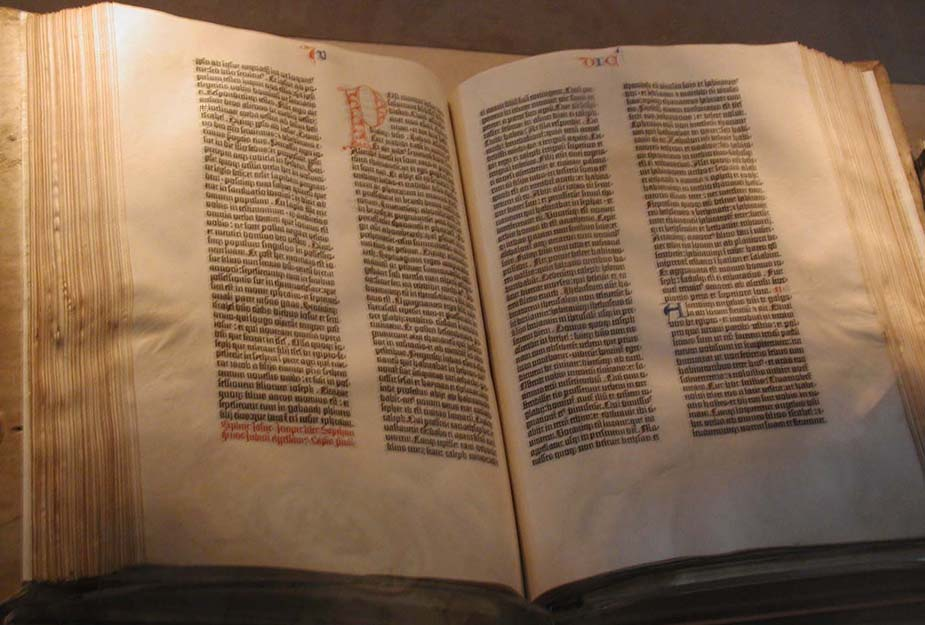
Una copia de la Biblia de Gutenberg en exhibición en la biblioteca del congreso.

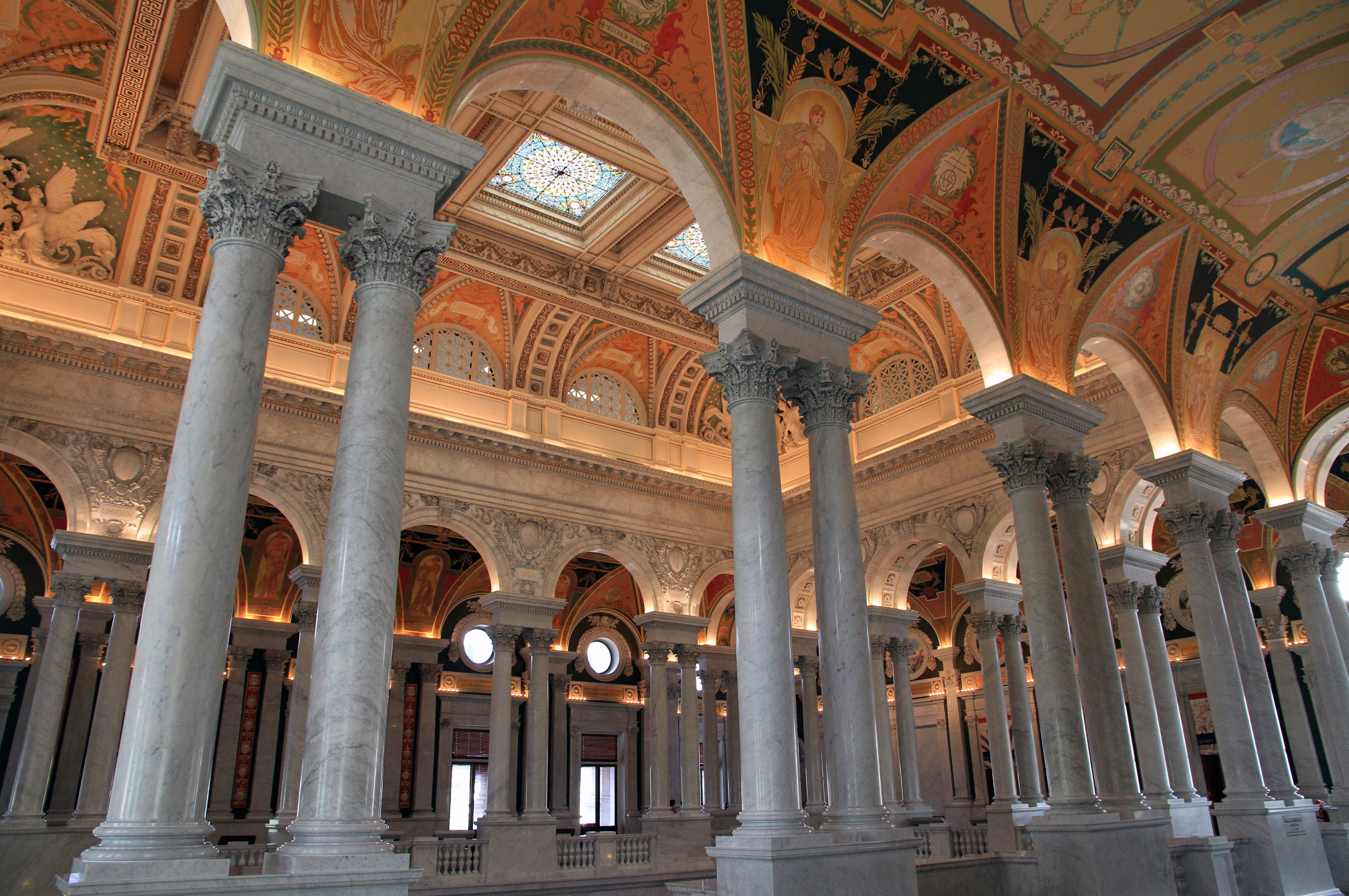
El Gran Vestíbulo.

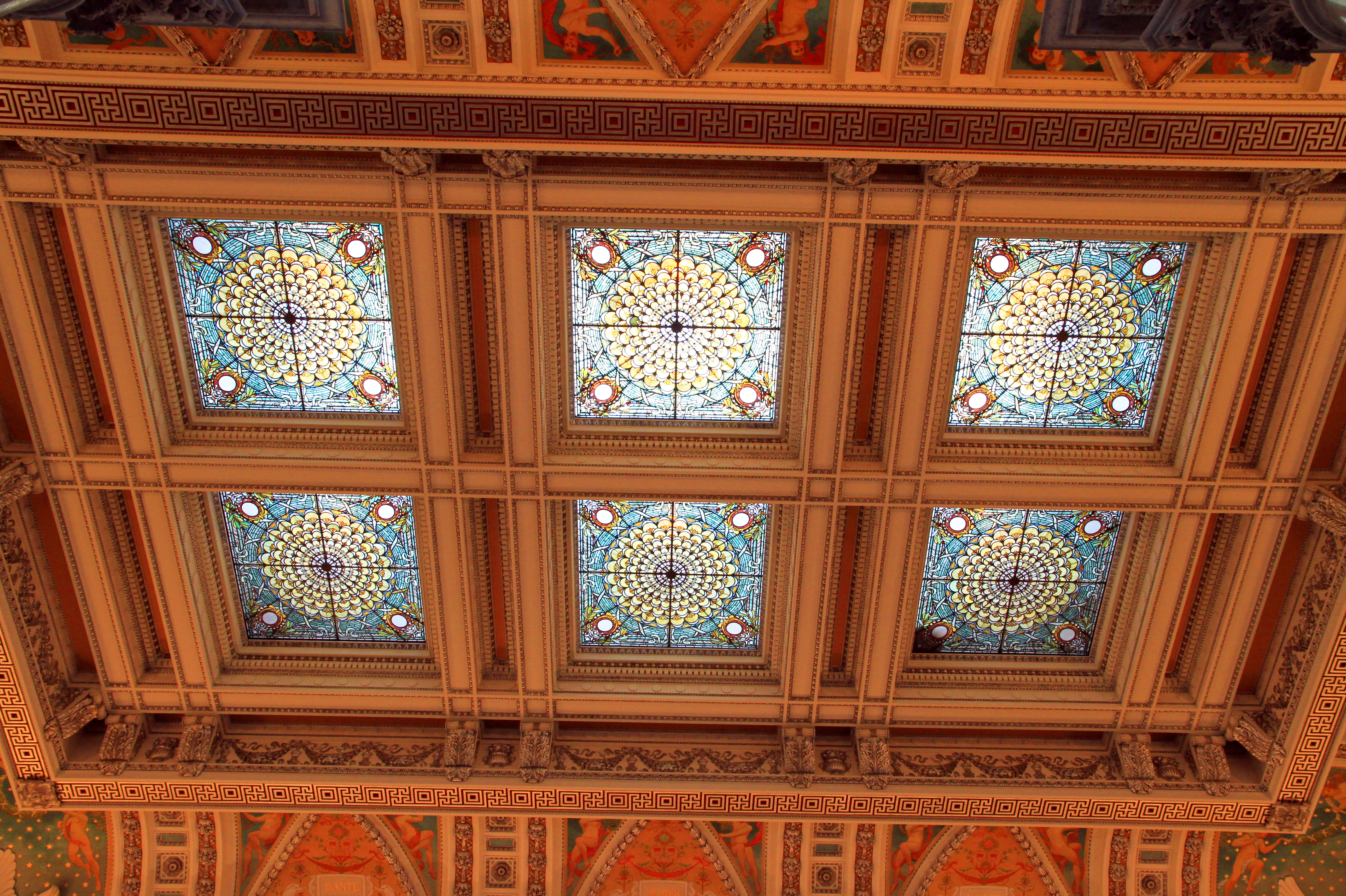
El Gran Vestíbulo.

Thomas Jefferson desempeñó un papel importante en la formación primitiva de la biblioteca, cuando el 26 de enero de 1802, promulgó la primera ley estableciendo la estructura de la biblioteca. En ella se definió el rol del Bibliotecario del Congreso (un puesto nombrado por el presidente), así como un "Comité Conjunto en la Biblioteca" para regular y supervisar la Biblioteca y permitir que el presidente y el vicepresidente pidieran libros prestados. En agosto de 1814, la pequeña biblioteca fue destruida por las tropas británicas, en un incendio que quemó la colección inicial de alrededor de 3000 volúmenes.
Un mes después de estos hechos, sin embargo, el propio Jefferson ofreció su biblioteca privada para reemplazar la colección perdida. Jefferson había estado acumulando su biblioteca durante 50 años, recogiendo numerosos volúmenes de diversos temas, entre ellos filosofía, ciencia, y literatura, así como otros temas no relacionados necesariamente con las funciones legislativas del Congreso, como libros de cocina, por ejemplo. En enero de 1815, el Congreso aceptó la oferta de Jefferson, a cambio de un valor de 23 950 dólares por sus 6487 libros.

### Debilitamiento (1851-1865)
El período antebellum fue difícil para la Biblioteca. Durante la década de 1850, el bibliotecario Charles Coffin Jewett de la Smithsonian Institution trató de forma agresiva de mover esa organización hacia una conversión en la "Biblioteca Nacional de los Estados Unidos". Sus esfuerzos fueron bloqueados por Joseph Henry, el secretario del Smithsonian, quien abogó por un enfoque en la investigación científica y la publicación y favoreció el desarrollo de la Biblioteca del Congreso en la Biblioteca Nacional. Henry despidió a Jewett en julio de 1854, terminando con los intentos del Smithsonian para una conversión en la Biblioteca Nacional, y en 1866, Henry transfirió los 40 000 volúmenes del Smithsonian a la Biblioteca del Congreso.
El 24 de diciembre de 1851, el mayor incendio en la historia de la biblioteca destruyó a alrededor de 35 000 libros, aproximadamente dos tercios de su colección de 55 000 libros, incluyendo dos terceras partes de la donación original de Jefferson. Rápidamente, en 1852, el Congreso consignó 168.700$ para reemplazar los libros perdidos, pero no para adquirir nuevos materiales. Esto marcó el inicio de un período conservador de la biblioteca, bajo una administración con John Silva Meehan como el bibliotecario y James A. Pearce como el presidente del Comité Conjunto, que trabajó para restringir las actividades de la biblioteca. En 1857, el congreso transfirió las actividades de distribución de documentos públicos del Biblioteca al Departamento del Interior y su programa para el intercambio internacional de libros al Departamento de Estado. Las políticas de Abraham Lincoln que dan nombramiento a John G. Stephenson como bibliotecario del Congreso en 1861 debilitó aún más la Biblioteca; Stephenson se centró en los asuntos que no eran de la Biblioteca, incluyendo el servicio voluntario como aide-de-camp en las batallas de Chancellorsville y Gettysburg durante la guerra civil estadounidense. En la conclusión de la guerra, la Biblioteca del Congreso tenía un personal de siete empleados para una colección de 80 000 volúmenes. La centralización de oficinas para derecho de autor en la Oficina de Patentes y Marcas de Estados Unidos en 1859 puso fin a trece años con la Biblioteca como un depositario para todos los libros y folletos protegidos por copyright.

### Expansión de Spofford (1865-1897)
La Biblioteca del Congreso se reafirmó durante la segunda mitad del siglo XIX bajo el bibliotecario Ainsworth Rand Spofford, que dirigió la Biblioteca desde 1865 hasta 1897. Ayudado por una expansión global del gobierno federal y un ambiente político favorable, Spofford consolidó un amplio apoyo bipartidista para la biblioteca, como una biblioteca nacional y un recurso legislativo, iniciando así una recopilación exhaustiva de Americana y literatura estadounidense, dirigió la construcción de un nuevo edificio para albergar a la Biblioteca, y transformó el puesto de bibliotecario del Congreso en una posición de fortaleza e independencia. Entre 1865 y 1870, el Congreso consignó fondos para la construcción del Thomas Jefferson Building, colocó todos los registros de copyright y actividades de depósito bajo el control de la Biblioteca, y restauró el sistema de intercambio internacional de libros a la Biblioteca. La Biblioteca adquirió también las bibliotecas grandes de tanto el Smithsonian y el historiador Peter Force, significativamente fortaleciendo sus colecciones de obras científicas y Americana. En 1876, la biblioteca del congreso tuvo 300 000 volúmenes y estaba vinculada con la Biblioteca Pública de Boston como la biblioteca más grande de la nación. Cuando la biblioteca se trasladó desde el edificio del Capitolio para su nueva sede en 1897, tuvo más de 840.000 volúmenes, el 40 % de las cuales habían sido adquiridos a través de depósitos de copyright.
Un año antes de que la biblioteca se trasladase a su nueva ubicación, el Comité Conjunto en la Biblioteca celebró una sesión de audiencias para evaluar el estado de la Biblioteca y planificar para su crecimiento futuro y una posible reorganización. Spofford y seis expertos enviados por la American Library Association, incluyendo el Bibliotecario futuro Herbert Putnam y Melvil Dewey de la New York State Library, testificó ante el comité que la Biblioteca debería continuar su expansión para convertirse en una verdadera biblioteca nacional. Basado en las audiencias, y con la asistencia de los senadores Justin Smith Morrill de Vermont y Daniel W. Voorhees de Indiana, el Congreso aumentó el personal de la Biblioteca de 42 a 108 y estableció nuevas unidades administrativas para todos los aspectos de la colección de la Biblioteca. El Congreso también fortaleció la oficina de la Biblioteca del Congreso para gobernar la Biblioteca y hacer nombramientos de personal, así como requerir la aprobación del Senado para nombramientos presidenciales para la posición.

### Posreorganización (1897-1939)

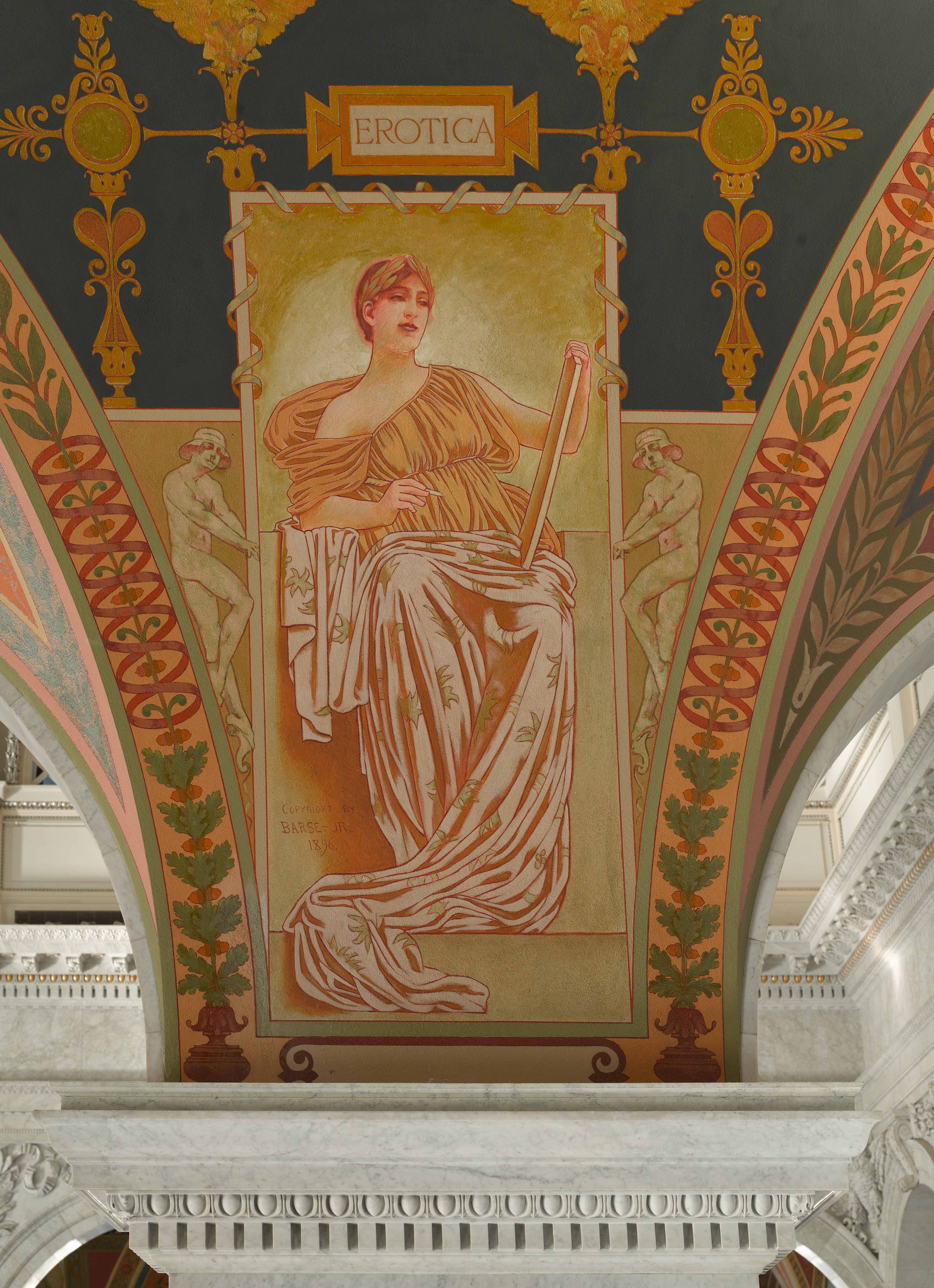
Erotica, Biblioteca del Congreso.

La Biblioteca del Congreso, estimulada por su reorganización en 1897, comenzó a crecer y desarrollarse con mayor rapidez. John Russell Young, el sucesor de Spofford, aunque solo estuvo en el cargo durante dos años, revisó la burocracia de la Biblioteca, utilizó sus conexiones como un exdiplomático para adquirir más materiales de todo el mundo, y estableció en la Biblioteca los primeros programas de asistencia para ciegos y las personas con discapacidad. El joven Herbert Putnam, sucesor de Young, dirigió la oficina durante cuarenta años desde 1899 a 1939, entrando en la posición dos años después de que la Biblioteca se convirtió en la primera de los Estados Unidos en poseer un millón de volúmenes. Putnam centró sus esfuerzos en hacer de la Biblioteca más accesible y útil para el público y para otras bibliotecas. Instituyó el servicio de préstamo interbibliotecario, transformando la Biblioteca del Congreso en lo que denominó una "biblioteca de último recurso". Putnam también amplió el acceso a la Biblioteca a los "científicos investigadores e individuos debidamente calificados", y comenzó publicar fuentes primarias para el beneficio de los estudiosos.
Herbert Putnam aumentó la diversidad en las adquisiciones de la Biblioteca. En 1903 convenció al presidente Theodore Roosevelt para transferir por orden ejecutiva los documentos de los padres fundadores del Departamento de Estado a la Biblioteca del Congreso. Putnam amplió las adquisiciones extranjeras también, con la compra en 1904 de unos cuatro mil volúmenes de la biblioteca de Indica; la compra en 1906 de la colección de ochenta mil volúmenes por de biblioteca del ruso G. V. Yudin; la compra de libretos de ópera en 1908 a partir de la colección Schatz; y a principios de los años 1930, la compra de la Colección Imperial de Rusia, que consta de 2600 volúmenes de la biblioteca de la dinastía Romanov con una extensa variedad de temas. Las colecciones de obras hebraicas, chinas y japonesas también fueron adquiridas. Inclusive, hubo una ocasión en el que el Congreso tomó la iniciativa de adquirir materiales para la Biblioteca, cuando en 1929 el congresista Ross Collins de Misisipi propuso satisfactoriamente la compra por 1 500 000 dólares de la colección de incunables de Otto Vollbehr, incluyendo una de las cuatro copias existentes en perfecto estado de la Biblia de Gutenberg.
En 1914 Putnam estableció el Legislative Research Service (LRS) como una unidad de administración separada de la Biblioteca. Basada en la filosofía de la Era Progresista sobre la ciencia como un solucionador de problemas, la LRS proporcionaría respuestas informadas a las preguntas de investigación del Congreso sobre casi cualquier tema. En 1965 el Congreso aprobó una ley que permite que la biblioteca del congreso establece un comité de fondo fiduciario para aceptar donativos y dotaciones, dando a la biblioteca un papel como un patrón de las artes. La Biblioteca recibió los donativos y dotaciones de individuos prominentes como John D. Rockefeller, James B. Wilbur, y Archer Milton Huntington. Gertrude Clarke Whittall donó cinco violines de Stradivarius a la Biblioteca, y las donaciones de Elizabeth Sprague Coolidge pagaron por una sala de conciertos en el edificio de la Biblioteca del Congreso y el establecimiento de un honorario para la División de Música. Una serie de sillas y asesorías se establecieron a partir de las donaciones, el más conocido de los cuales es el "Poet Laureate Consultant".
La ampliación de la biblioteca finalmente llenó el edificio principal de la biblioteca, a pesar de dejar de lado expansiones en 1910 y 1927, obligando a la Biblioteca para ampliar en una nueva estructura. El Congreso adquirió las tierras cercanas, y en 1928, aprobó la construcción del Edificio Anexo (más tarde, el Edificio John Adams) en 1930. Aunque con un retraso durante los años de la Gran Depresión, se completó en 1938 y se abrió al público en 1939.